# Cavallo di Fergana
Il Cavallo di Fergana fu una razza equina massicciamente importata in Cina durante la dinastia Han. Questi cavalli, originari della valle di Fergana nell'Asia centrale, come raffigurati nelle tombe della dinastia Tang, "assomigliano agli animali sulla medaglia d'oro di Eucratide, re di Bactria (Bibliothèque Nationale di Parigi)."

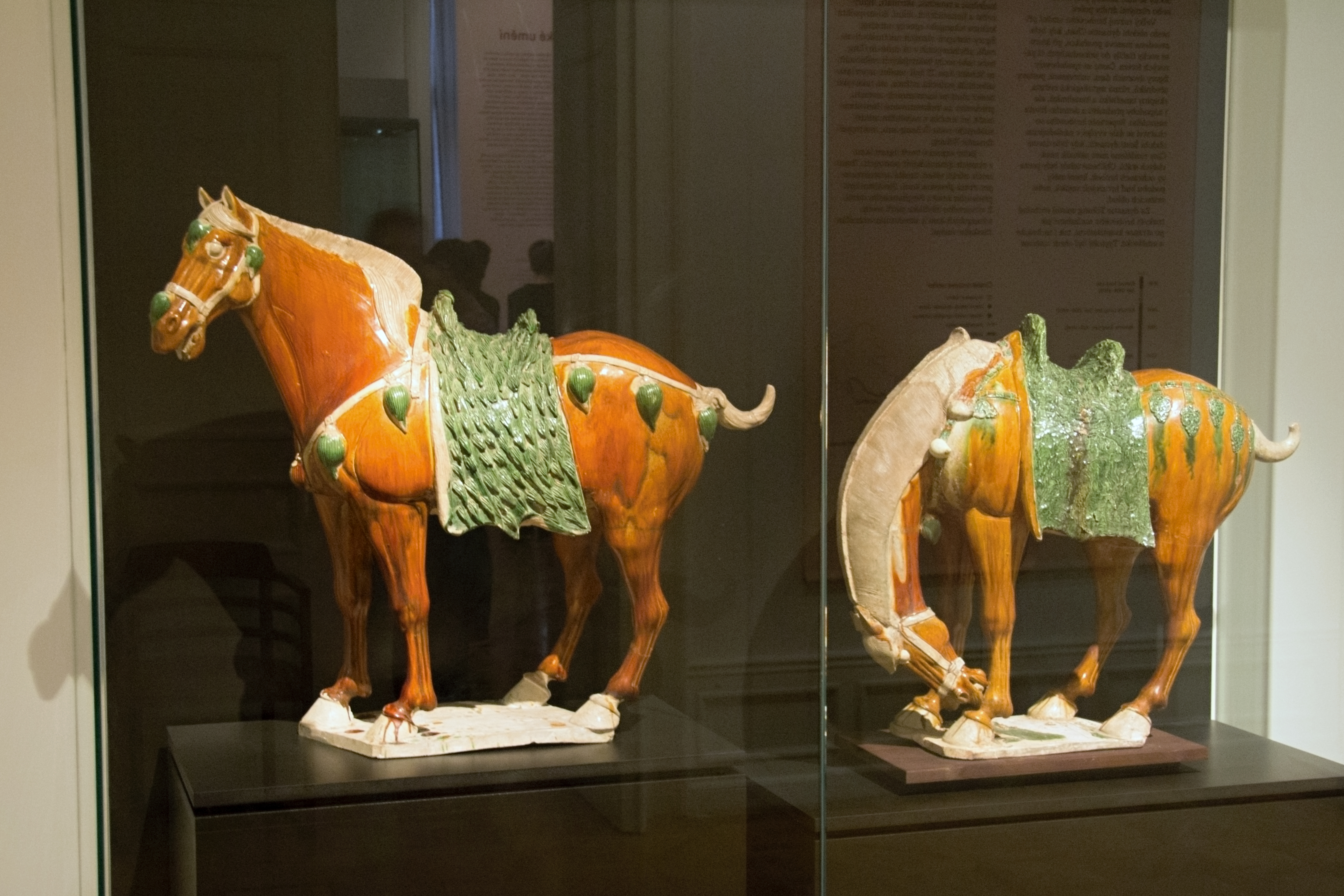
Due statuette equine di Sancai, risalenti alla dinastia Tang, inizio dell'VIII secolo

Il cavallo di Fergana è anche conosciuto come il "cavallo celeste" in Cina o il cavallo niseano in Occidente.

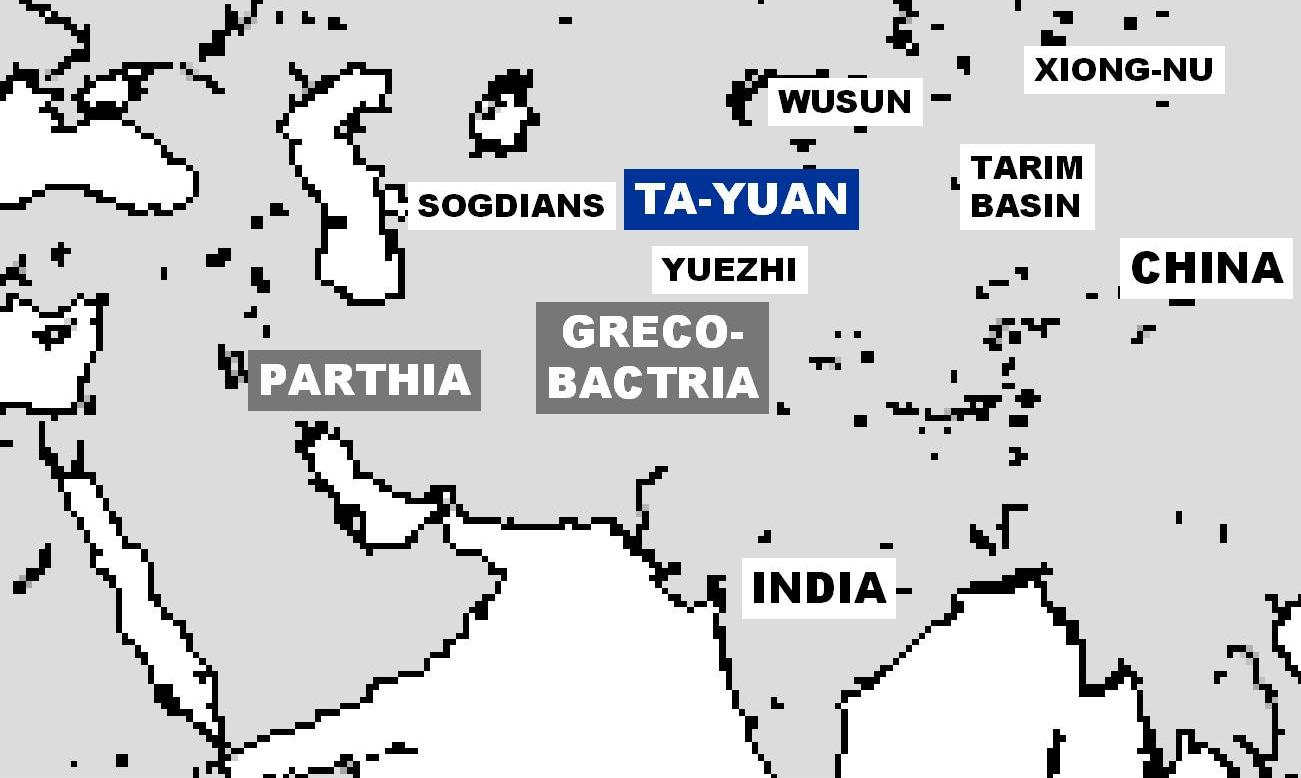
Mappa che mostra lo stato di Dayuan nel 130 a.C.

## Storia antica
Il Dayuan, vicino alla Battria, era uno stato nella valle di Ferghana nell'attuale Asia centrale, e già dal periodo della dinastia Han, la Cina aveva una presenza militare in quella zona. Il regime imperiale Han richiese gli animali e ne importò così tanti che i sovrani di Fergana chiusero i loro confini a tale commercio. Questa azione portò ad una guerra vinta dalla Cina. Nel 102 d.C., i cinesi richiesero allo sconfitto Dayuan, di fornire almeno dieci dei loro cavalli migliori a fini di riproduzione, e tremila cavalli di Fergana di qualità ordinaria. Tuttavia, ci sono altre versioni della storia: lo Shiji  e il Libro degli Han non forniscono alcuna descrizione dei cavalli e, come risulta da queste cronache, non furono impiegati dalla Cina in spedizioni e campagne, a noi conosciute.

Statue e dipinti cinesi, così come la moneta battriana mostrata sopra, indicano che questi cavalli avevano zampe proporzionalmente corte e potenti creste. Le zampe anteriori nelle raffigurazioni cinesi sono molto dritte, caratteristiche simili a quelle del cavallo Guoxia dell'attuale Cina. Secondo la tradizione, questi cavalli sudavano sangue, dando origine al nome: "cavalli suda sangue". Gli scolari moderni credono che i parassiti che succhiavano il sangue causassero il fenomeno del sudore che si mescola al sangue durante il lavoro dei cavalli. 
 Ricercatori moderni, osserva Mair, hanno ipotizzato due idee diverse [riguardo agli antichi riferimenti cinesi dei cavalli "che sudano sangue" di Fergana]. La prima suggerisce che dei piccoli vasi sanguigni sottocutanei esplodessero mentre i cavalli compivano un lungo galoppo. La seconda ipotizza che un nematode parassitario, il Parafilaria multipapillosa, abbia innescato il fenomeno. Il P. multipapillosa è ampiamente distribuito nelle steppe russe e vive scavando nei tessuti sottocutanei dei cavalli. I noduli cutanei risultanti sanguinano spesso, a volte copiosamente, dando origine a qualcosa che i veterinari chiamano "sanguinamento estivo". 

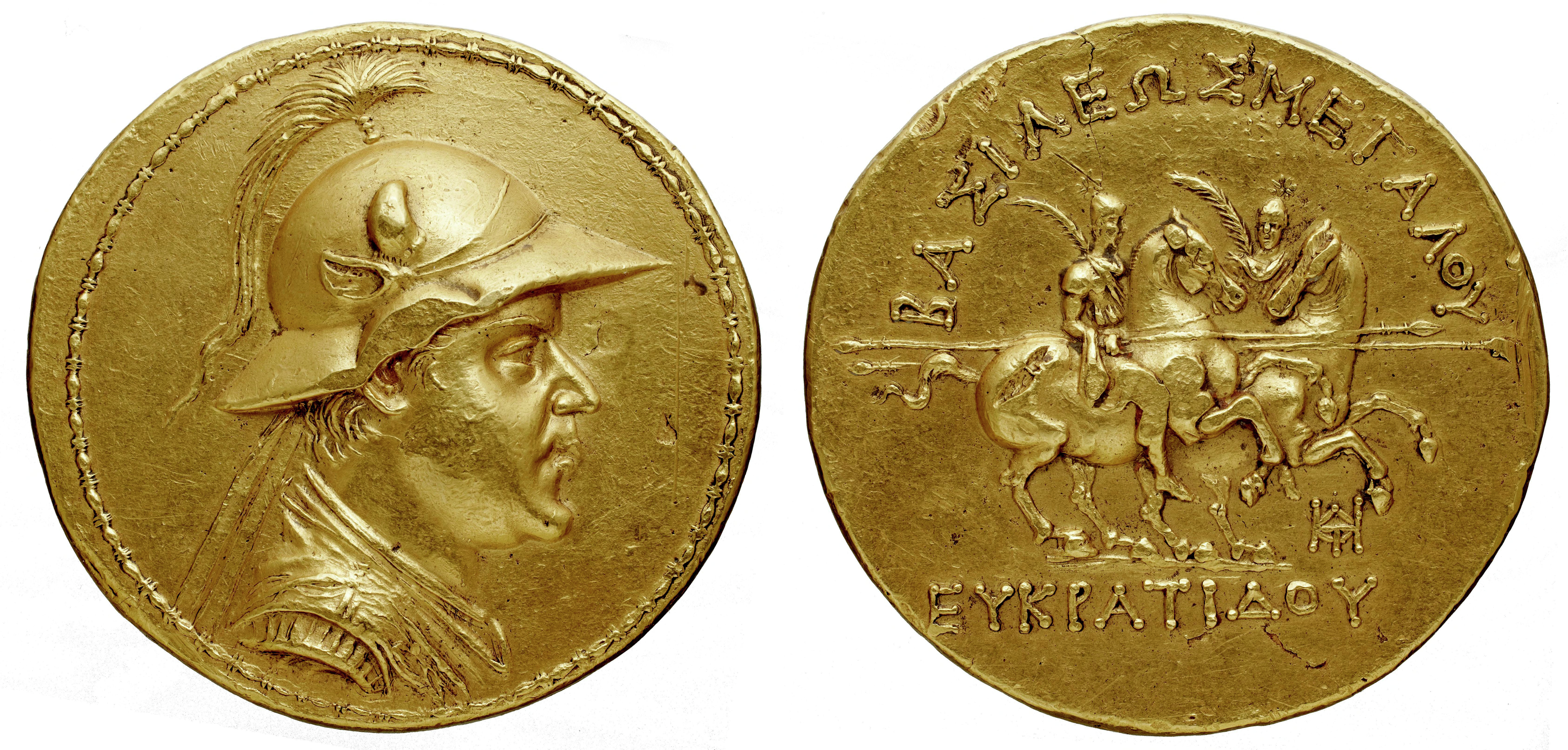
Moneta raffigurante il sovrano greco-battriano Eucratide I e i Dioscuri.

Nel II secolo a.c due eserciti cinesi viaggiarono per 10.000   km verso Fergana per trovare i così detti "Cavalli celesti", le montature più belle allora conosciute, apparentemente infettate da un piccolo verme che faceva loro "sudare sangue" dalle piaghe della loro pelle: 
 Qualche tempo prima l'imperatore aveva divinato dal Libro dei Mutamenti e gli era stato detto che "i cavalli divini sarebbero dovuti apparire" da nord-ovest ". Quando i Wusun arrivarono con i loro cavalli, che erano di tipo eccellente, li chiamò "cavalli celesti". Più tardi, tuttavia, ottenne i cavalli che sudano sangue dal Dayuan, e quest'ultimi erano ancora più resistenti. Quindi cambiò il nome dei cavalli Wusun, chiamandoli "cavalli dall'estremità occidentale", e usò il nome di "cavalli celesti" per i cavalli di Dayuan. 
 Si ritiene che il P. multipapillosa sia stata la causa della "sudorazione di sangue" di questi famosi e tanto desiderati cavalli di Fergana, che l'imperatore Han Wu ribattezzò "Cavalli celesti" ( c . 113 a.C. ). Han Wu mandò un esercito di 40.000 uomini nel 104 a.C. a Ferghana, ma meno della metà dell'esercito raggiunse la destinazione. Un altro esercito di 60.000 uomini fu inviato nel 103,riuscendo dopo un assedio di 40 giorni, a sfondare le mura della città e interruppe l'approvvigionamento idrico. Temendo una sconfitta imminente, gli abitanti decapitarono il loro re e presentarono la testa al generale Han, e gli offrirono di prendere tutti i cavalli che voleva. Dopo aver messo un re fantoccio come monarca, gli Han partirono con 3.000 cavalli, sebbene solo 1.000 fossero sopravvissuti al viaggio di ritorno in Cina nel 101 a.C. I Dayuan accettarono anche di inviare due cavalli celesti ogni anno all'Imperatore, inoltre sementi di erba medica vennero importati in Cina per creare pascoli per l'allevamento di pregiati equini in Cina. Lo scopo di ciò era creare una cavalleria in grado di far fronte alla popolazione degli Xiongnu che in quel momento minacciava la Cina.